# Гріжо (Маседу-де-Кавалейруш)
Гріжо (порт. Grijó; МФА: [gɾɨ.ˈʒɔ]) — парафія в Португалії, у муніципалітеті Маседу-де-Кавалейруш. Розташована в північно-східній частині країни, на теренах історичної португальської провінції Трансмонтана. Входить до складу округу Браганса. За адміністративним поділом, чинним до 1976 року, терени парафії були складовою провінції Трансмонтана і Верхнє Дору. Належить до Брагансько-Мірандської діоцезії Католицької церкви. Патрон — Марія Магдалина. Площа — 8,9059 км². Населення — 371 ос. (2011). Слабо урбанізований регіон. Густота населення — 41,66 осіб/км²
. Код — 040515.

## Населення
| Кількість мешканців | Кількість мешканців | Кількість мешканців | Кількість мешканців | Кількість мешканців | Кількість мешканців | Кількість мешканців | Кількість мешканців | Кількість мешканців | Кількість мешканців | Кількість мешканців | Кількість мешканців | Кількість мешканців | Кількість мешканців | Кількість мешканців |
| ------------------- | ------------------- | ------------------- | ------------------- | ------------------- | ------------------- | ------------------- | ------------------- | ------------------- | ------------------- | ------------------- | ------------------- | ------------------- | ------------------- | ------------------- |
| 1864                | 1878                | 1890                | 1900                | 1911                | 1920                | 1930                | 1940                | 1950                | 1960                | 1970                | 1981                | 1991                | 2001                | 2011                |
| 324                 | 425                 | 364                 | 373                 | 498                 | 402                 | 519                 | 638                 | 719                 | 739                 | 700                 | 633                 | 537                 | 471                 | 371                 |